# تشارلز تشيلتون مور
تشارلز تشيلتون مور (بالإنجليزية: Charles Chilton Moore)‏ هو محرر أمريكي، ولد في 20 ديسمبر 1837، وتوفي في 7 فبراير 1906.